# Dharani

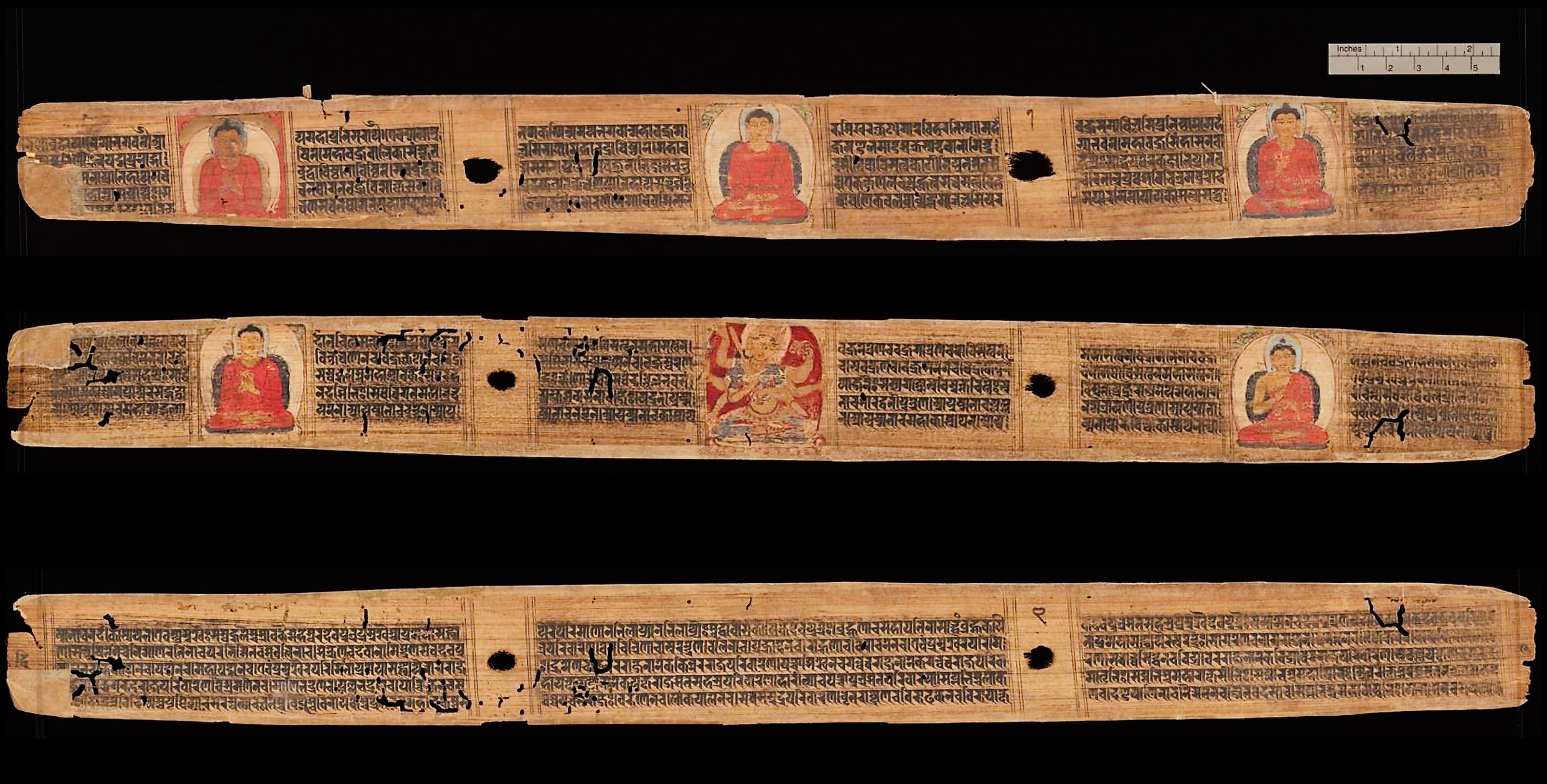

Eine Dharani (skt. Dhāraṇī) ist ein Text mit magischer Bedeutung, der in meist symbolischer Weise die Essenz eines Gebetes oder einer heiligen Lehre enthält. Dharanis gibt es sowohl im Hinduismus als auch in den verschiedenen buddhistischen Schulen (insbesondere den esoterischen).
Wörtlich bedeutet es „das, wodurch etwas aufrechterhalten wird“ und bezeichnet oft buddhistische Sprechgesänge ohne logischen Sinnzusammenhang. Sie dienen zur Festigung des Geistes (skt. dharaṇa), einer durch Meditation gewonnenen Erkenntnis oder Schauung. Sie können sowohl die Quintessenz einer Lehre als auch das Erlebnis eines bestimmten Bewusstseinszustandes verkörpern. Sie unterscheiden sich in der Funktion nicht vom Mantra, sondern höchstens in ihrer Form, indem sie oftmals eine beträchtliche Länge erreichen. Sie sind in erster Linie ein Produkt oder Hilfsmittel der Meditation: „Durch Vertiefung (skt. samādhi) eignet man sich eine Wahrheit an, durch ein dhāraṇī fixiert und bewahrt man sie.“
Die Rezitationen erfolgen in der Originalsprache, oft Sanskrit. Da sie nicht zur Belehrung oder Erbauung gelesen werden, sondern zur „Beschwörung“, ist es bedeutungslos, ob der Hörer oder der Rezitierende sie versteht. Zwar haben viele Dharanis durchaus auch eine wörtliche Bedeutung, aber auf diese kommt es nicht an. Vereinzelt wurden Abschnitte übersetzt. Derartige sind im Japanischen als shōji bekannt. Häufig wurden sie zum „Gesundbeten“ bei Krankheiten bzw. zu exorzistischen Zwecken eingesetzt.